# Germagnano
Germagnano (piemontesisch Germagnan, frankoprovenzalisch Sen German, französisch Saint-Germain) ist eine Gemeinde in der italienischen Metropolitanstadt Turin (TO), Region Piemont.

## Lage und Einwohner
Germagnano liegt 32 km nordwestlich von Turin am Fluss Stura di Lanzo. Die Gemeinde ist Mitglied in der Berggemeinschaft Comunità Montana Valli di Lanzo. Das Gemeindegebiet umfasst eine Fläche von 14 km² und hat 1100 Einwohner (Stand 31. Dezember 2023). In Germagnano gibt es eine Bahnstation an der Bahnstrecke Turin–Ceres.
Die Nachbargemeinden sind Pessinetto, Lanzo Torinese, Traves, Viù, Cafasse, Vallo Torinese und Fiano.

### Bevölkerungsentwicklung

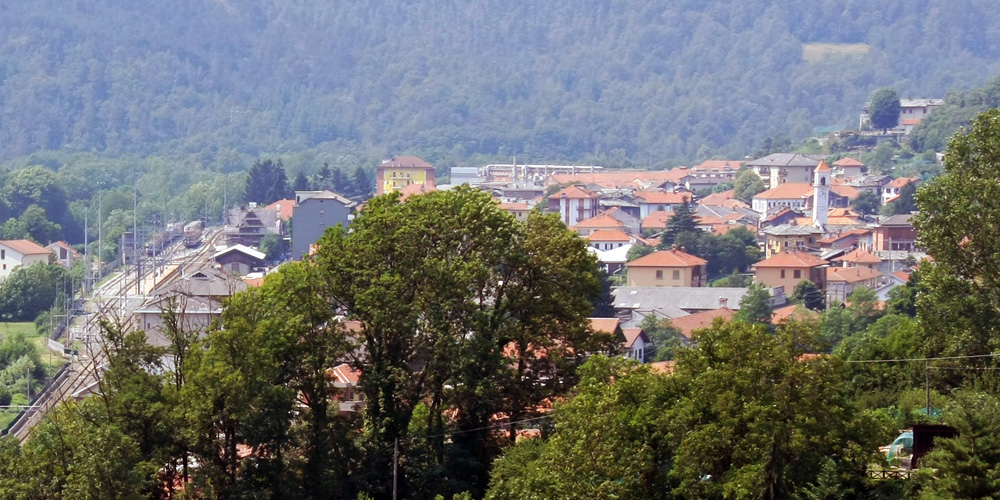
Panorama